# Aad Wagenaar

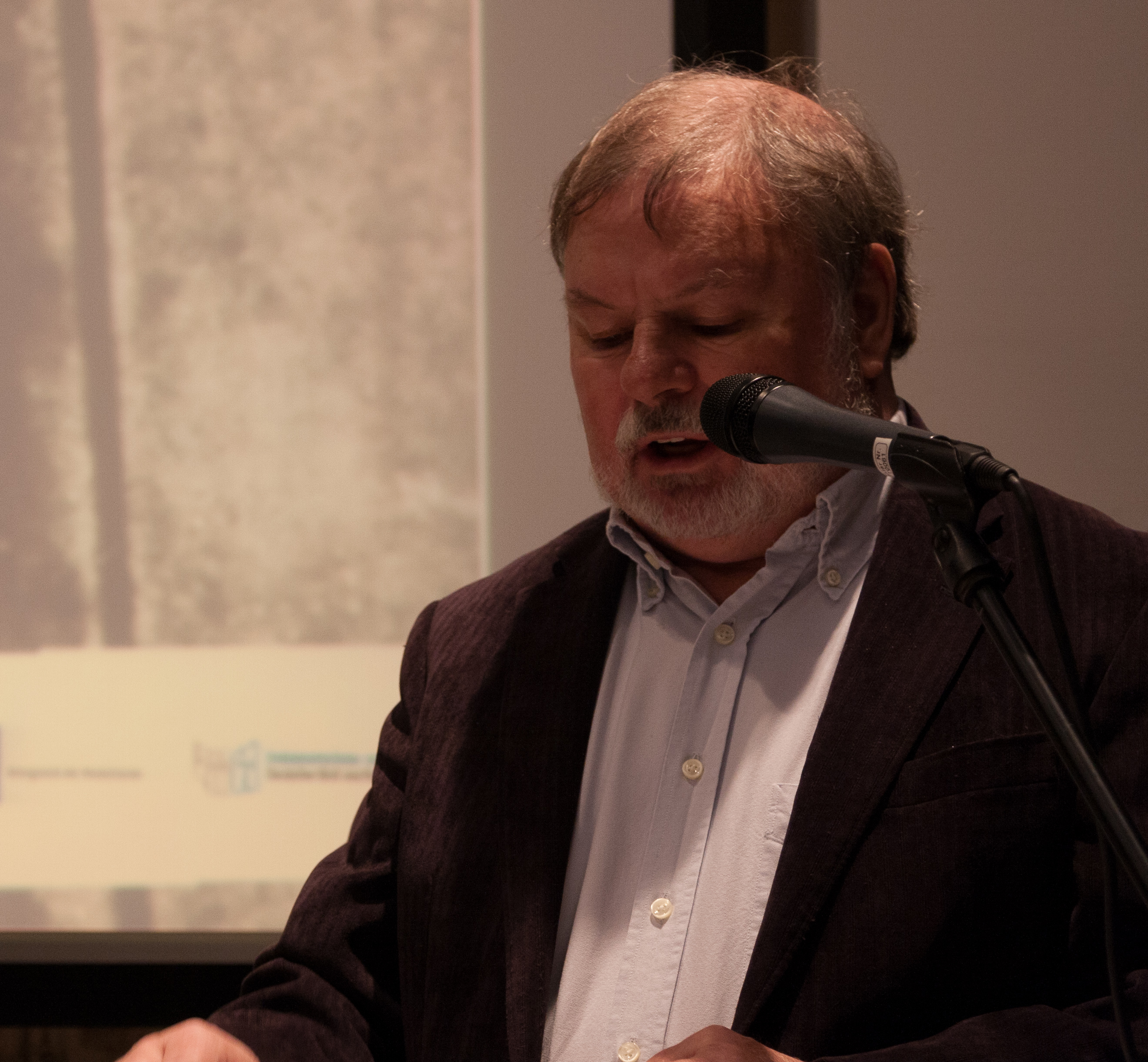
Aad Wagenaar bei einem Vortrag im Berliner Anne Frank Zentrum, 2012.

Aad Wagenaar (* 7. Mai 1939 in Rotterdam; † 30. September 2021) war ein niederländischer Journalist. Er entdeckte 1994 den Namen einer neunjährigen Sintezza, welche bis dahin als Jüdin galt.

## Leben
Wagenaar arbeitete für den Haagsche Courant und erhielt 1990 zusammen mit seinem Kollegen Paul van Beckum den niederländischen Prijs voor de Dagbladjournalistiek für eine Reihe von Artikeln über den niederländischen Adel.
Im April 1970 erregte Wagenaar Aufmerksamkeit mit der Veröffentlichung eines Buches über die Bombardierung von Rotterdam am 14. Mai 1940. Es enthielt Hunderte von Interviews mit Zeitzeugen, darunter deutsche Generäle, Fallschirmjäger und Besatzungen der Bomber des Kampfgeschwaders 54.
Im Dezember 1992 begann er mit der Recherche der Identität eines Mädchens, welches während des Zweiten Weltkrieges vom Durchgangslager Westerbork deportiert wurde. Die Aufnahmen stammten vom deutschen Regisseur Rudolf Breslauer. Sie zeigten das Mädchen sieben Sekunden lang beim Blick aus der Tür eines abfahrenden Waggons.
Das Bild wurde zum Symbol für den Holocaust, obwohl die Identität des Mädchens unbekannt war. Wagenaar recherchierte anhand eines nummerierten Koffers, welcher im Film auftaucht, dass es sich nicht um einen Wagen mit Juden, sondern um einen mit Sinti handeln musste. Am 7. Februar 1994 fand er in einem Gespräch mit der Sintezza Crasa Wagner heraus, dass das Mädchen den Namen Settela Steinbach trug. Später wurde klar, dass Settela mit ihrer Mutter und fünf ihrer neun Brüder und Schwestern in Auschwitz vergast wurde. Die vier älteren Geschwister Steinbach wurden in anderen Lagern umgebracht.
Wagenaar veröffentlichte die Geschichte seiner Recherche in einem Buch.

## Veröffentlichungen
- „Metro/schipper mag ik overvaren? (1968)“
- „Rotterdam mei '40 ; de slag, de bommen, de brand (1970)“
- „Johan Brautigam; profiel van een wethouder (1972)“
- „Van adel (1990) (mit Paul van Beckum)“
- „Rotterdam mei '40 ; de slag, de bommen, de brand (1990, Neuauflage) ISBN 90-204-1961-7“
- „Van De Zweth tot Zadkine; Monumenten in Rotterdam die herinneren aan de jaren 1940-1945 (1991) ISBN 90-5196-045-X“
- „Settela; het meisje heeft haar naam terug (1995) ISBN 90-295-5612-9“
- „De vallende ruiter (1995), over executies 12-3-1945 Zuidplein/Hofplein R'dam, ISBN 90-5196-094-8“
- „Settela (Englische Übersetzung) (2005) ISBN 0-907123-70-8“
- „Bokito! (2008) ISBN 978-90-77895-04-7“